# Viatges del tresor de la dinastia Ming
Els viatges del tresor de la dinastia Ming van ser set expedicions marítimes xineses de la flota del tresor Ming, realitzades entre 1405 i 1433. L'emperador Yongle va iniciar la construcció de la flota del tresor el 1403. El gran projecte va donar com a resultat set viatges oceànics de llarg abast als territoris costaners i a les illes al voltant del mar de la Xina, l'oceà Índic i més enllà. L'almirall Zheng He va ser l'encarregat de comandar la flota en les expedicions. Sis dels viatges van realitzar-se durant el regnat de Yongle (1402-1424), mentre que el setè viatge es realitzà durant el regnat de Xuande (1425-1435). Els primers tres viatges van arribar fins a Calicut, en la costa sud-oest de l'Índia; en el quart viatge va arribar fins a Hormuz en el golf Pèrsic. Posteriorment, la flota va fer viatges més llunyans, fins a la península Aràbiga i Àfrica oriental.

## La flota de la Xina
Després del descobriment del timó enorme en un jaciment al sud-est de la Xina, datat de prop de 100 anys després de l'època de Zheng He, certs especialistes afirmen que aquestes naus podien arribar a mesurar més de 138 metres de longitud i 55 metres d'ample i comptaven amb nou pals.
Un pergamí budista datat de l'època de Zheng He i representant naus a 4 pals sembla infirmar aquesta tesi en què aquests no haurien medit llavors més que seixanta metres de longitud. Així i tot continua sent tanmateix superior als 30 metres de longitud i 8 metres d'ample de la Santa María, la caravel·la de Cristòfor Colom, que foren construïdes aproximadament 70 anys més tard.
Els tipus de nau amb què comptaven eren:
- Vaixell del tresor (Bau suchuan): Eren els vaixells més grans de la flota, amb nou pals. No se sap exactament quants vaixells del tresor es van construir ni quants n'anaven a cada flota. Durant el regnat de Yongle hi va haver uns 250 vaixells del tresor i 62 van ser de la mida més gran, encara que el novel·lista Lou Maotang va suggerir que només van ser quatre.[2] La seva mida exacta és també objecte de debat, ja que no se n'ha conservat cap. Les dades amb què es compta són les següents:
  - Les descripcions de l'època, com el Ming Shi, que parlen d'una mida de "44 zhang i 4 chi de longitud amb 18 zhang d'ample". No se sap a quin sistema mètric es referien, anteriorment s'interpretava que la longitud era d'uns 137–150 metres, actualment es pren com més probable que s'emprés el sistema mètric de Fujian, que dona una mida de 119–124 metres de llarg i 49-51 d'ample.[3][4] El fet que en algunes descripcions s'utilitzessin caràcters complexos en comptes de simplificats porta a pensar que es tractava de vaixells excepcionalment grans.[4]
  - El descobriment d'un timó de l'època, a partir del qual se n'ha deduït una eslora de 164–183 metres.[5]
  - La mida de les drassanes. Generalment tenien entre 27 i 37 metres d'ample, però n'hi havia dos que assolien els 64 metres. Quant a la seva longitud, aquesta no seria problema, ja que superaven els 450 metres de llarg.[6]
  - Construcció de vaixells de mida similar (i fins i tot més grans) en altres èpoques de la Xina.[5][7]
  - La manejabilitat dels vaixells: molts autors recents posen en dubte les xifres anteriores, ja que consideren que amb aquesta mida no serien manejables; al contrari, afirmen que els "Bau suchuan" serien de mida i disseny similars als "Fuchuan".
- Vaixells cavall (马船, Machuan): De vuit pals, 102 metres de llarg i 41 metres d'ample. S'anomenaven així perquè transportaven cavalls (i altres béns) per a, segons la tradició xinesa, mantenir relacions diplomàtiques a través de l'intercanvi de regals o tributs. També portaven subministraments per a la flota.
- Vaixells de càrrega: De set pals, 77 metres de llarg i 35 d'ample. Transportaven les vitualles per a la flota, que es componien principalment de cereals, arròs, begudes fermentades, gossos especialment criats per ser aliment, i gran varietat de peixos.
- Vaixells-cisterna d'aigua
- Transports de tropes: De sis pals, 66 metres de llarg i 25 metres d'ample.
- Vaixell de guerra: (Fuchuan) De cinc pals i 50 metres de llarg.
- Patrullera: Vaixell de combat de vuit parells de rems i fins a 36 metres de llarg.[2]

### Contrast amb les expedicions europees
A més de la diferència de mida, quantitat i tecnologia entre els vaixells xinesos i els que van utilitzar temps després els europeus en les seves exploracions, existeixen importants diferències socials:
- Al contrari que els europeus, els xinesos no estaven interessats a conquerir territori. Tampoc no van establir bases navals o van intentar imposar la seva religió. Al seu lloc van intentar establir relacions diplomàtiques favorables i només van actuar militarment quan es van enfrontar a governs hostils.
- Els mòbils europeus eren econòmics, no menyspreant cap tipus d'aprofitament (des del comerç d'espècies fins a la venda d'esclaus). En canvi el comerç xinès, de caràcter bàsicament estatal, va ser incapaç de produir beneficis econòmics sobre els quals sostenir semblant despesa.

## Les expedicions xineses autentificades
Zheng He va explorar, durant tots aquests llargs anys de viatge totes les costes de l'Àsia del Sud-Est (sobretot Java i Sumatra en l'actual Indonèsia); totes les illes de l'oceà Índic (sobretot l'actual Sri Lanka). Va ascendir la mar Roja fins a Egipte i va baixar per les costes africanes fins a Moçambic. Com a resultat d'una d'aquestes expedicions, el 1414 el sultà de Malindi (en l'actual Kenya) inaugura de les relacions diplomàtiques amb la Xina.
A diferència dels portuguesos, els viatges d'exploració intentats pels Xinesos no van continuar com una empresa d'expansió a ultramar. L'altra expedició xinesa llunyana fou durant el segle vii, El Viatge a Occident del monjo Xuanzang per obtenir texts búdics a l'Índia. Les cartes nàutiques xineses circulaven en el golf Pèrsic entre els marins àrabs, i també pels venecians.
La majoria dels relats van ser escrits per Ma Huan (馬歡), fidel company de viatge de l'almirall Zheng He. Durant els seus viatges, Ma Huan va anotar minuciosament dades relacionades amb la geografia, les lleis, la política, les condicions climàtiques, el medi ambient, l'economia, els costums locals. La compilació s'anomena "Meravelles dels oceans" (瀛涯勝覽).
Els relats, inicialment, foren destinats a l'emperador i relaten, sobretot, tres de les set expedicions realitzades als oceans occidentals. La primera compilació data aproximadament de 1416, després de la seva primera tornada, la versió final fou impresa el 1451. La traducció anglesa la va realitzar John V.G. Mills per la Hakluyt Society el 1970.

### Motivacions

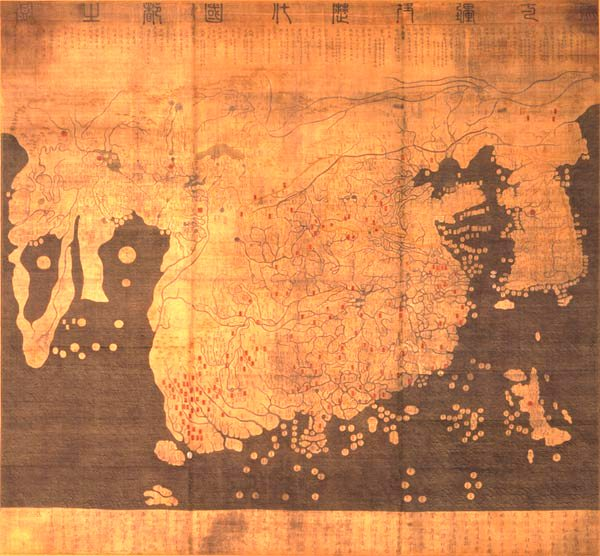
El mapa Kangnido (1402) és una mostra dels coneixements geogràfics xinesos de l'època. A la dreta de tot està Corea. La Xina ocupa gran part del mapa. L'Índia és al sud de la Xina. A l'esquerra apareixen l'Àfrica i la Península Aràbiga. Sobre l'Àfrica es troba Europa.

Sens dubte, el motiu pel qual és més conegut Zheng He és per haver comandat set grans expedicions navals a l'"Oceà Occidental". El maig de 1403 Yongle va ordenar la província de Fujian la construcció de 137 vaixells. Tres mesos després diverses províncies més van rebre l'ordre de produir uns altres 200 vaixells. L'octubre es va dictar que 188 vaixells havien de ser adaptats per a la navegació en alta mar. En total, entre 1403 i 1407 un total de 1.681 naus d'alta mar van ser construïdes o remodelades. Per a complir les ordres de l'emperador es van construir unes immenses drassanes en Longjiang, a prop de Nanjing.
Els motius que van impulsar Yongle a emprendre a realitzar aquestes expedicions són diversos i no estan del tot clars. Entre molts altres s'esmenten els següents:
- El principal motiu per emprendre aquestes expedicions, sobretot al principi, sembla haver estat la intenció de Yongle d'augmentar el comerç marítim.[10] Yongle considerava que això era molt profitós, ja que era una font d'ingressos que no exercia pressió sobre els camperols. Segons les seves paraules: "Els beneficis del comerç marítim són molt grans. Adequadament gestionats poden produir milions. No és això millor que posar impostos a la gent?". A més, entre les conquestes de Tamerlà, la caiguda de l'Imperi Romà d'Orient i la subsegüent consolidació de l'Imperi Otomà havien bloquejat el comerç per via terrestre, l'anomenada Ruta de la Seda amb l'Àsia central, Àsia Menor, Europa i Àfrica i com també van fer els europeus van decidir trobar amb noves rutes marítimes amb la finalitat de mantenir el comerç i les relacions diplomàtiques.
- S'havia estès el rumor que l'emperador Jianwen no havia mort, sinó fugit (no es va poder identificar el seu cos a la presa de Nanjing), per la qual cosa aquestes expedicions podrien haver tingut per objectiu buscar-lo. A més, si Jianwen era viu i intentant aconseguir suport a l'estranger, enviar aquestes expedicions podia constituir una advertència a l'estranger de qui era el verdader amo de la Xina.
- Les expedicions tenien un caràcter marcadament diplomàtic, aspecte important per a Yongle, que també va enviar missions diplomàtiques a Tibet, Nepal, Chennai, la cort de Tamerlà, Japó, Siam, Aràbia, etc.
- Recerca d'animals i plantes exòtiques, especialment amb finalitats medicinals.[11]
- Yongle podia haver estat oposant-se a l'elit confuciana, que predicava l'aïllacionisme.
- La construcció de grans flotes no era aliena a la història de la Xina. A tall d'exemple l'Imperi Song havia confiat més en la seva armada que en el seu exèrcit per la seva defensa i en la segona invasió del Japó per Khublai Khan havien participat uns 4.500 juncs.[12]
- El caràcter megalomaniàtic de Yongle sembla haver estat crucial.

### Primer viatge

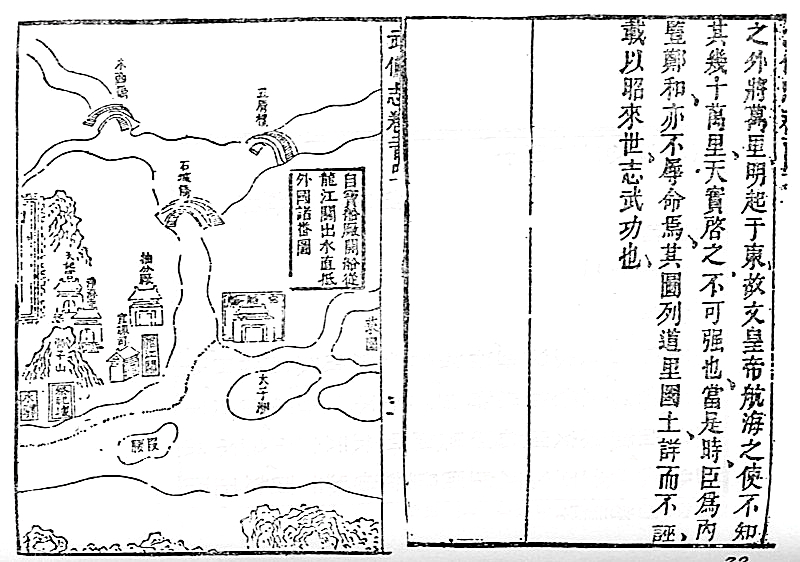
Imatge del Wu Wei Zhi, de la darreria de la dinastia Ming i que va ser utilitzat com a carta de navegació.

La primera expedició va salpar a la tardor de 1405 amb 317 vaixells. Van recalar a la desembocadura del riu Min, a Fujian, on van efectuar reparacions i van esperar vents favorables. La primera visita la van efectuar a Txampa, posteriorment es van dirigir a Palenbang (Sumatra), amb l'objectiu d'avaluar el risc que suposava l'abundant presència de pirates en l'estret de Malaca. Van visitar també Java i seguiren fins a Sri Lanka, on van ser rebuts -segons fonts xineses- de forma freda i arrogant. Finalment van arribar a la seva destinació: Calicut, ciutat estat de l'Índia el governant de la qual l'havia declarat port lliure i que va causar en els xinesos bona impressió. A Calicut els xinesos van escoltar per primera vegada l'existència de "Mouxia" (Moisès), que van ubicar erròniament a la ciutat i van creure formava part de la religió hinduista.
Després d'intercanviar mercaderies, la flota va iniciar la tornada a la Xina l'abril de 1407. A l'estret de Malaca es va enfrontar al pirata Chen Zuyi i el va capturar. Ja de nou al Mar de la Xina la flota es va veure al mig d'un tifó. La tripulació, espantada, va sol·licitar ajuda a la deessa Tianfei. Va aparèixer una "llanterna màgica" al pal (probablement un foc de Sant Elm) i, poc després, el mar es va calmar. Per a Zheng He el fenomen va ser un miracle de la deessa. Poc després van arribar a la Xina.

### Segon viatge
Immediatament després del retorn de la flota, Yongle va ordenar que es tornés a organitzar una expedició, l'objectiu principal seria tornar els ambaixadors estrangers als seus llocs d'origen. No és clar si Zheng He va participar en aquest segon viatge o si, al contrari, va romandre a la Xina, potser reparant el temple de Tianfei en Meizhou. Si no hagués viatjat en l'expedició, aquesta hauria estat comandada pels eunucs Wang Jinghong i Hou Xian. Va començar a final de 1407 o començament de 1408. Comptava amb 68 vaixells, menor nombre que l'anterior viatge, ja que -entre altres motius- no es va considerar necessari portar tants vaixells de guerra. Va repetir bàsicament els mateixos passos que l'anterior, visitant Siam, Java, Deli, Ahceh, Cochin i Calicut. Aquesta expedició va estar marcada pel seu caràcter polític, ja que els xinesos van intervenir en les disputes entre siamesos i khmers, a més de participar en l'elecció del nou rei (zamurin) de Calicut: Brolla Vikranam.

### Tercer viatge
El tercer viatge va començar el 1409 amb 48 vaixells. Els principals oficials de la flota (a més de Zheng He) van ser Wang Jinghong i Hou Xian. A bord viatja el cronista Fei Xin (que també ho farà en el cinquè i el setè viatge).
Van fer una breu parada a Taiping i després van seguir fins i tot txampa (actual Vietnam) i Temasek (actual Singapur).
Posteriorment van arribar a Malaca. Els xinesos, que desitjaven mantenir un equilibri de poder entre Malaca, Siam i Java que garantís l'estabilitat a la regió, van lliurar un nou segell al rei Parameswara de Malaca, que simbolitzava el reconeixement xinès de la seva sobirania (l'anterior havia estat robat per siamesos).
Van prosseguir fins a Semudera (Sumatra) i van arribar després fins a Sri Lanka. La flota portava una làpida commemorativa de Buda, Al·là i una deïtat hindú, que volien erigir a l'illa com a mostra de respecte als costums locals. A més, van oferir abundants donatius a les tres religions (en parts iguales).
L'illa estava dividida en quatre faccions: al nord els tàmils hindús, un usurpador musulmà i el legítim governant singalès de Kotte, Vijaya Bahu VI. En aquella època convulsa els singalesos desconfiaven dels estrangers i un dels seus líders locals, Nissanka Alagakkonara (o Alakeswara), en trobar-se amb els enviats xinesos va refusar acceptar la sobirania xinesa a l'illa i erigir la làpida commemorativa. Alakeswara, que anhelava, a més, apoderar-se del tron de Vijaya Bahu VI, va lluitar contra ells i, després d'una breu escaramussa, els va obligar a tornar als seus vaixells.
La flota va prosseguir el seu viatge fins a Quilon, Cochin i Calicut. En tornar van decidir venjar el desgreuge comès pels singalesos. El que va succeir a continuació és objecte de discussió:
- Segons les fonts xineses Alakeswara va sol·licitar a Zheng He el pagament d'un tribut, al que aquest es va negar. Alakeswara va enviar llavors un exèrcit de 50.000 soldats a tallar la comunicació de Zheng He -i l'exèrcit de 2.000 soldats que li acompanyava- amb la flota. Zheng He, adonant-se que gairebé totes les forces singaleses li tallaven el pas, va fer mitja volta i va anar contra la capital. Després de prendre la ciutat i capturar Alakeswara, Zheng He va aconseguir marxar sense problemes a la costa. Alakeswara va ser portat a Nanjing, on se li va perdonar la vida per la seva ignorància i es va ordenar que un dels seus savis seguidors governés al seu lloc. Les fonts xineses no donen més detalls i semblen confoses sobre l'estructura de poder a l'illa, fins i tot el punt que no queda del tot clar si va ser Alakeswara, Vijaya Bahu VI o ambdós que van ser a Nanjing.
- Els singalesos expliquen que Zheng He va arribar amb la intenció de deposar el rei Vijaya Bahu VI i instal·lar-se ell mateix com a sobirà de Kotte. Alakeswara va establir una aliança amb Zheng He per enderrocar el rei i va ser aquest que va viatjar a la Xina. Quan Vihaya Bahu VI va tornar a Sri Lanka va ser assassinat en secret per Alakeswara, que es va convertir així sobirà de l'illa.[23]

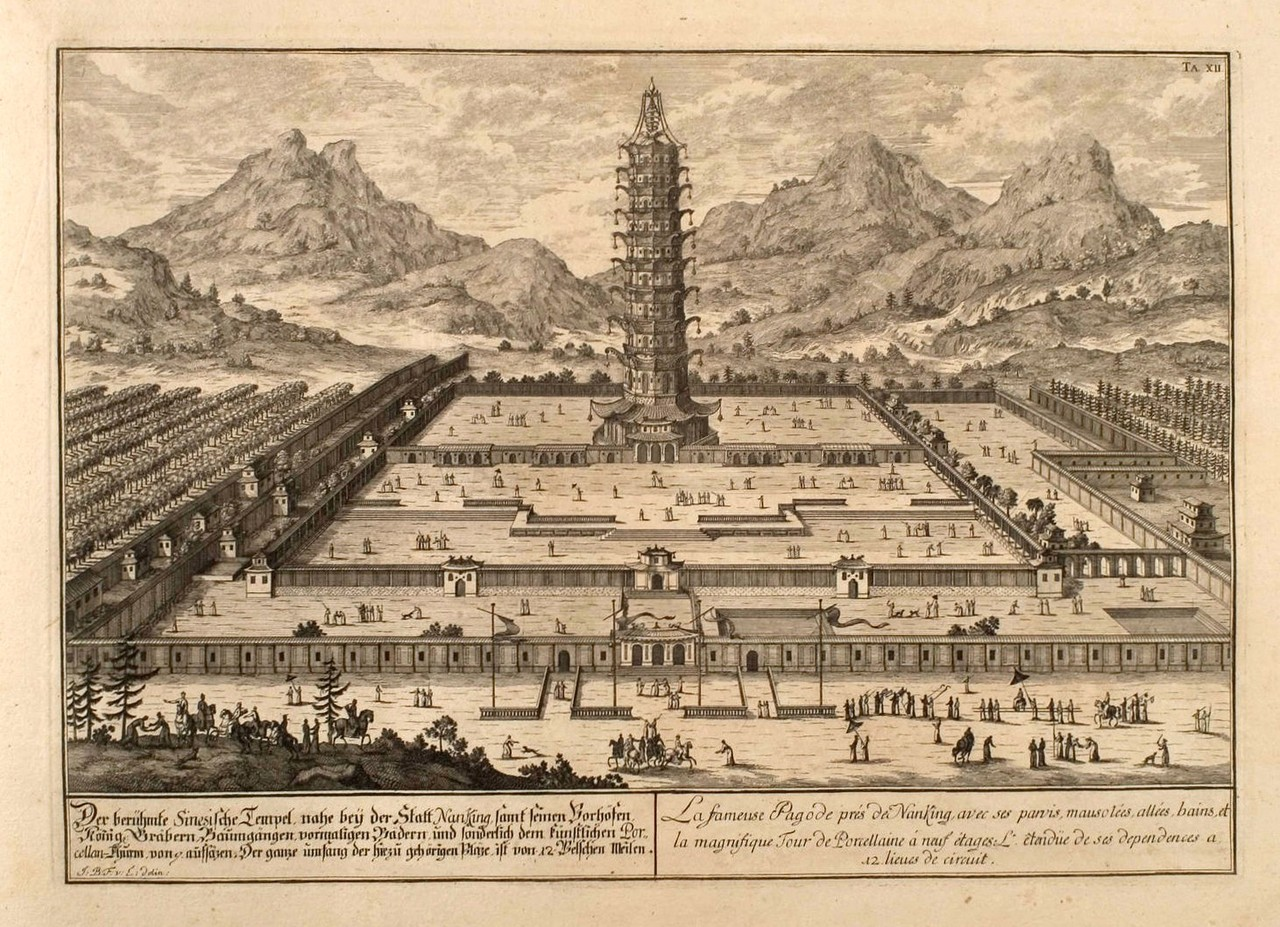
La Torre de Porcellana de Nanjing, construïda després de la tercera expedició de Zheng He amb els diners obtinguts gràcies al comerç.

Tanmateix, ambdues fonts concorden que la sagrada dent de Buda que es conservava a Sri Lanka va ser portada a la Xina. Les fonts xineses no expliquen com ni per què va arribar allà. Els singalesos indiquen que els xinesos desitjaven aconseguir la relíquia, però això no concorda amb el respecte que havien mostrat els xinesos amb les religions de l'illa. És possible que fos el rei Vijaya Bahu VI qui portés voluntàriament la dent fins a la Xina per convèncer l'emperador que era el legítim sobirà o per impedir que caigués a les mans d'Alakeswara. En tot cas, quan el rei va tornar a l'illa, la dent va retornar amb ell.
Com clara constància del viatge es conserva l'estela xinesa, erigida finalment a prop de la ciutat de Galle.
El 1412, amb els diners obtinguts del comerç, es va iniciar la construcció de la Torre de Porcellana a Nanjing, de gairebé 80 metres d'alt. A més de la torre per si mateix, els jardins que l'envoltaven comptaven amb plantes i animals obtinguts gràcies a les expedicions de Zheng He. La torre va ser destruïda durant la rebel·lió Taiping en 1856.

### Quart viatge

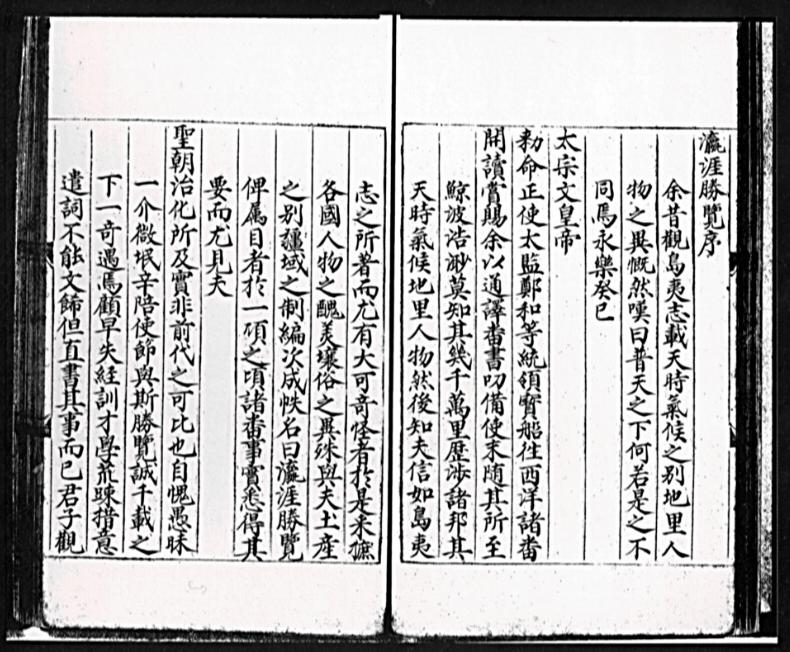
Página de l'obra de Ma Huan Ying-yai Sheng-lan editada en l'època Ming

Fins a aquell moment les Flotes imperials havien complert els seus objectius de millorar les relacions comercials amb el sud-est asiàtic. A partir d'aquest moment Yongle ordena l'exploració de l'Aràbia i Àfrica, llocs que, si bé no eren desconeguts per als xinesos, no havien estat mai explorats sistemàticament. Per a molts, és el caràcter megalòman de Yongle el que promou aquest nou i ambiciós objectiu.
Encara que l'ordre de salpar es va donar el desembre de 1412, Zheng He no va partir de Nanjing fins a gener de 1414. La flota va constar de 63 vaixells i entre els seus tripulants va comptar per primera vegada amb el cronista i traductor d'àrab Ma Huan.
La flota va mantenir el seu rumb habitual fins a l'Índia, recalant a Txampa, Java, Sumatra, Malàisia, les Maldives, Sri Lanka i l'Índia. Part de la flota, comandada per l'eunuc Yang Min, es va separar de la principal i es va dirigir cap al sultanat de Bengala.
A la ciutat de Semudera (anomenada pels xinesos Liuqiu) a Sumatra el caos intern va provocar la intervenció de Zheng He. El rei del moment havia d'afrontar un aspirant. L'emperador Yongle va decidir que el millor era deixar al tron el rei i li va enviar a ell els regals; això va enfadar l'aspirant Sekander, que va atacar Zheng He. En aquesta ocasió el marí xinès tenia una bona excusa per combatre i va capturar Sekander, que va ser enviat a la Xina.

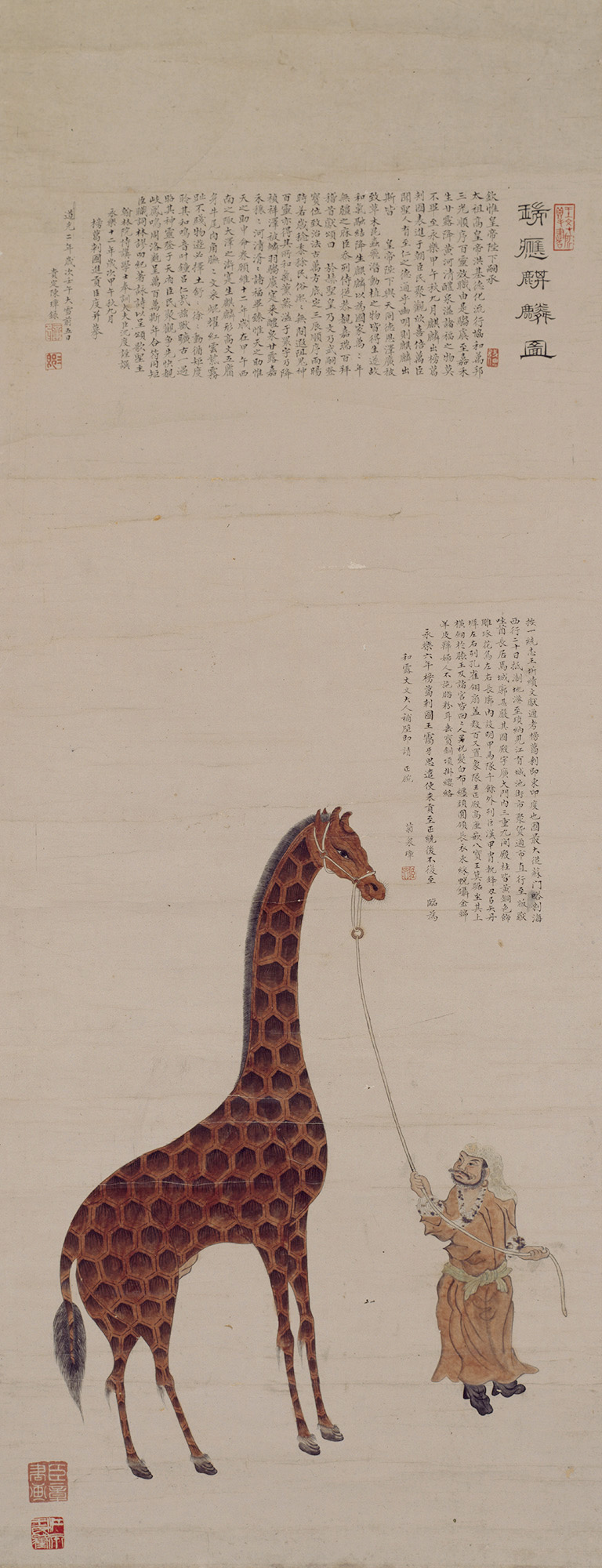
La girafa que Zheng He va portar a la Xina al 1414

Des de les Maldives, la flota principal de Zheng He va salpar cap a Ormuz, ciutat que va impressionar els xinesos per les seves riqueses. Allà va trobar ambaixadors de l'Àfrica, que va convèncer que s'unissin a la seva flota i presentessin els seus respectes a Yongle.
Mentrestant la flota secundària de Yang Min havia tornat a la Xina el 1414 portant com a convidat al rei de Bengala, Saifu'd-Din. El rei va portar amb ell un curiós present a l'emperador xinès. Es tractava d'una girafa, que els xinesos van creure que es tractava d'un qilin, animal mitològic que apareixia només quan existia un bon govern, d'altra banda, va ser un qilin l'ésser que va anunciar a una dona verge que tindria un fill, el qual segons la mitologia xinesa correspon a Confuci, pel qual l'emperador en veure aquest animal considerà que definitivament el cel i els déus afavorien el seu regnat. En la cort molts, inclòs Yang Min, van felicitar a Yongle per aquest bon auguri però aquest, encara que complagut, va refusar les felicitacions i va manifestar que el mèrit era de l'anterior emperador. A més del qilin van aparèixer altres animals fabulosos com cavalls celestials (zebres) i cérvols celestials (antílops).
L'estiu de 1415 Zheng He va tornar a la Xina amb la flota principal. El rebel Sekander va ser presentat a l'emperador, que va ordenar la seva execució. Els ambaixadors de Malindi també van portar una girafa, el que va produir una nova sol·licitud del Ministre de Ritus per fer un acte cerimonial de felicitació per l'aparició d'un nou qilin, però Yongle tampoc va acceptar aquesta vegada.

### Cinquè viatge
El 28 de desembre de 1416 Yongle va ordenar a Zheng He preparar un nou viatge. Els objectius del mateix serien tornar els ambaixadors als seus països d'origen i prosseguir fins a Àfrica per establir relacions comercials. A més, portava un segell de reconeixement per al rei de Cochin (Kerala) i així mantenir un equilibri de poder amb l'altra ciutat índia de la costa malabar, Calicut.
La flota es va detenir a Quanzhou per carregar porcellana i, després, el 1417 va començar el seu viatge. Es va repetir aproximadament la mateixa ruta: Txampa; Java; Palembang, Semudera i Atjeh a Sumatra; Pahang i Malaca a Malàisia; Maldives; Sri Lanka; Cochin i Calicut a l'Índia. Van tornar a Ormuz i després van visitar per primera vegada Aden, el regne del qual incloïa el sud de la Península Aràbiga fins i tot La Meca. La flota va ser ben rebuda pel sultà d'Aden, que possiblement va veure els xinesos com uns desitjables aliats davant l'expansionisme dels mamelucs d'Egipte. Sembla que part de la flota es va separar de la principal per efectuar una visita a la ciutat santa de La Meca.
Després de salpar d'Aden, la flota es va encaminar al sud, visitant per primera vegada les costes africanes. Va tornar als ambaixadors de Mogadiscio, Brawa (a Somàlia) i Malindi. En aquestes costes habita una població de parla suahili, producte de la barreja de mercaders amb la població autòctona. Els esmentats mercaders eren africans, àrabs, perses i indis però els nadius, desconfiats perquè sofrien freqüents incursions, no van rebre de bon grau a Zheng He i la seva flota. De fet Fei Xin els va qualificar de "revoltosos".
A la ciutat de La-sa (Somàlia) es va produir un dels moments més controvertits dels viatges de Zheng He. Segons el novel·lista Luo Maodeng, Zheng He va ordenar atacar la ciutat amb armes de foc fins que va aconseguir la seva rendició. Tanmateix, aquesta afirmació no gaudeix de credibilitat per a la major part dels historiadors doncs, encara que l'obra de Maodeng es basa en els escrits d'un oficial de Zheng He (Gong Zhen) es pot recordar que es tracta d'una novel·la, s'aparta de la política de Zheng He i, a més, les ciutats estat africanes d'aquella època mancaven de defenses.
La flota va tornar a la Xina el 15 de juliol de 1419. Els ambaixadors estrangers van causar sensació en la cort pel seu exotisme. A més, van portar un nou qilin.

### Sisè viatge
L'origen del sisè viatge és l'ordre de Yongle de tornar els ambaixadors als seus països d'origen a la primavera de 1421, encara que es comenta que aquest viatge va estar impulsat en gran manera per l'exploració i curiositat en major mesura que altres viatges anteriors. Cal tenir en compte que, encara que la Xina havia mantingut relacions comercials amb l'Àfrica anteriorment, continuava sent per a ells una terra nova. La flota es va dividir a Semudera. Zhou Man va conduir la flota principal a Aden i l'Àfrica, mentre que Zheng He va tornar a la Xina, on es trobava ja el novembre d'aquell mateix any. El motiu de la ràpida tornada de Zheng He va poder haver estat l'assistència a la inauguració de la Ciutat Prohibida de Beijing (Pequín), que ja era capital oficial des de 1420. La flota principal no va tornar fins un any després.

### Suspensió temporal dels viatges
Malgrat que en aquells moments la Xina controlava el Mar de la Xina i gran part de l'oceà Índic, diversos motius anaven actuant per provocar el final als grans viatges de la flota del Tresor:
- En gran manera els viatges eren producte de la personalitat megalòmana de Yongle i no era segur que els seus successors mantinguessin aquesta política.
- Los orígens humils de la dinastia Ming els van fer desconfiar al principi de la classe dirigent confuciana. Tanmateix, amb el pas del temps, era previsible que la influència d'aquests fos en augment.
- La reinauguració del Gran Canal el 1416[35] va fer innecessari el transport de menjar i mercaderies entre el Yangzi i el Huangho per via marítima, el que va contribuir a la decadència de la construcció naval.
- El regnat de Yongle, caracteritzat al principi per grans èxits militars i econòmics, es va veure embolicat després en diversos problemes que van minar la capacitat de l'Imperi:
  - Les seves últimes campanyes contra els mongols no van tenir èxit.
  - Yongle va conquerir Anam (nord del Vietnam), però la nova província es va rebel·lar i es va embolicar en una guerra inacabable.
  - Aparició d'un sever dèficit pressupostari, producte tant d'una excessiva despesa com d'una disminuïda capacitat de recaptació (p.e. el sistema de colònies militars va deixar de funcionar bé a partir de la meitat del seu regnat i l'exèrcit va passar de ser excedentari de menjar a necessitar-ne).
  - Esclat d'epidèmies i fam.
  - La inflació va anar en augment, el que va produir que la moneda Ming ja no fossin fàcilment acceptats a l'estranger. Per mantenir el comerç exterior a la Xina li hauria calgut pagar amb metalls preciosos, una cosa que resultava poc atractiva.
- El trasllat de la capital de Nanjing a Beijing, iniciat en 1415 i culminat el 1420, que va suposar una gran despesa[36] i va situar el centre de poder del país en l'interior.
- L'incendi de la Ciutat Prohibida (9 de maig de 1421), a causa d'un llamp, va ser interpretat com un senyal que l'emperador estava perdent el Mandat del Cel i, per tant, havia de canviar la seva política.[37]

### Setè viatge
Hongxi va morir tot just nou mesos després d'haver pujat al tron i va cedir el tron al seu fill gran Zhu Zhanji, que va adoptar el nom de Xuande. L'estil de govern del nou emperador va combinar el del seu pare i el del seu avi. Tot i que va mantenir els consellers confucionistes, va reposar en el seu càrrec a molts eunucs. Igual que el seu pare, va intentar mantenir els impostos baixos i va evitar les aventures militaristes, però també va desitjar mantenir intenses relacions diplomàtiques i comercials.
Hongxi estava preocupat perquè el comerç tributari havia declinat des del sisè viatge i la pèrdua d'influència a l'exterior. Així el 29 de juny de 1430, al cap de poc de la mort de Xia Yuanji, un dels més ferms detractors dels viatges, va ordenar iniciar els preparatius d'una nova expedició.
Els preparatius van portar més temps que en anteriors ocasions a causa de l'aturada de sis anys. Es va tractar de la major de totes les expedicions, amb més de 300 vaixells.
L'objectiu principal de l'expedició era restaurar la tranquil·litat en els mars. Els noms dels vaixells són una bona mostra d'això: Pura Harmonia, Tranquil·litat Duradora o Amable Descans.
Abans de salpar Zheng He va erigir dues taules (una a la desembocadura] del Iang-Tsé i l'altra a la desembocadura del Min) en què es relataven els èxits dels seus viatges.
La flota va salpar de Nanquín el 19 gener 1431, però es va aturar a Jiangsu i Fujian per proveir-se i reclutar tripulants. Finalment va iniciar el viatge el 12 de gener de 1432 i va parar a Qui Nhon (Vietnam), Surabaja (Java), Palembang (Sumatra), Malaka, Semudera (Sumatra) i Sri Lanka. Finalment, van arribar a Calicut (Índia) el 10 desembre 1432.
D'allà es van dividir en dos grups. Hong Bao va portar una flota a l'Àfrica, arribant tan cap al sud com Kenya i Moçambic. Dos vaixells van intentar descarregar mercaderies a Aden, però van ser mal rebuts per tensions polítiques locals. Es van dirigir llavors a Jidda i Dhurfar, des d'on Ma Huan assegura haver anat a la Meca i Medina tot i que, atès que les seves descripcions contenen diversos errors, es dubta que realment estigués allà. Un cop fet això es van reunir amb la resta de la flota a Calicut i van emprendre el retorn a la Xina, que va arribar el juliol de 1433. Els ambaixadors van ser presentats a l'emperador pel setembre, i aquests li donaren regals (entre ells, cinc nous qilin). Hongxi va poder contemplar amb satisfacció com es restaurava el comerç tributari, però va morir el 1435 després d'una breu malaltia.

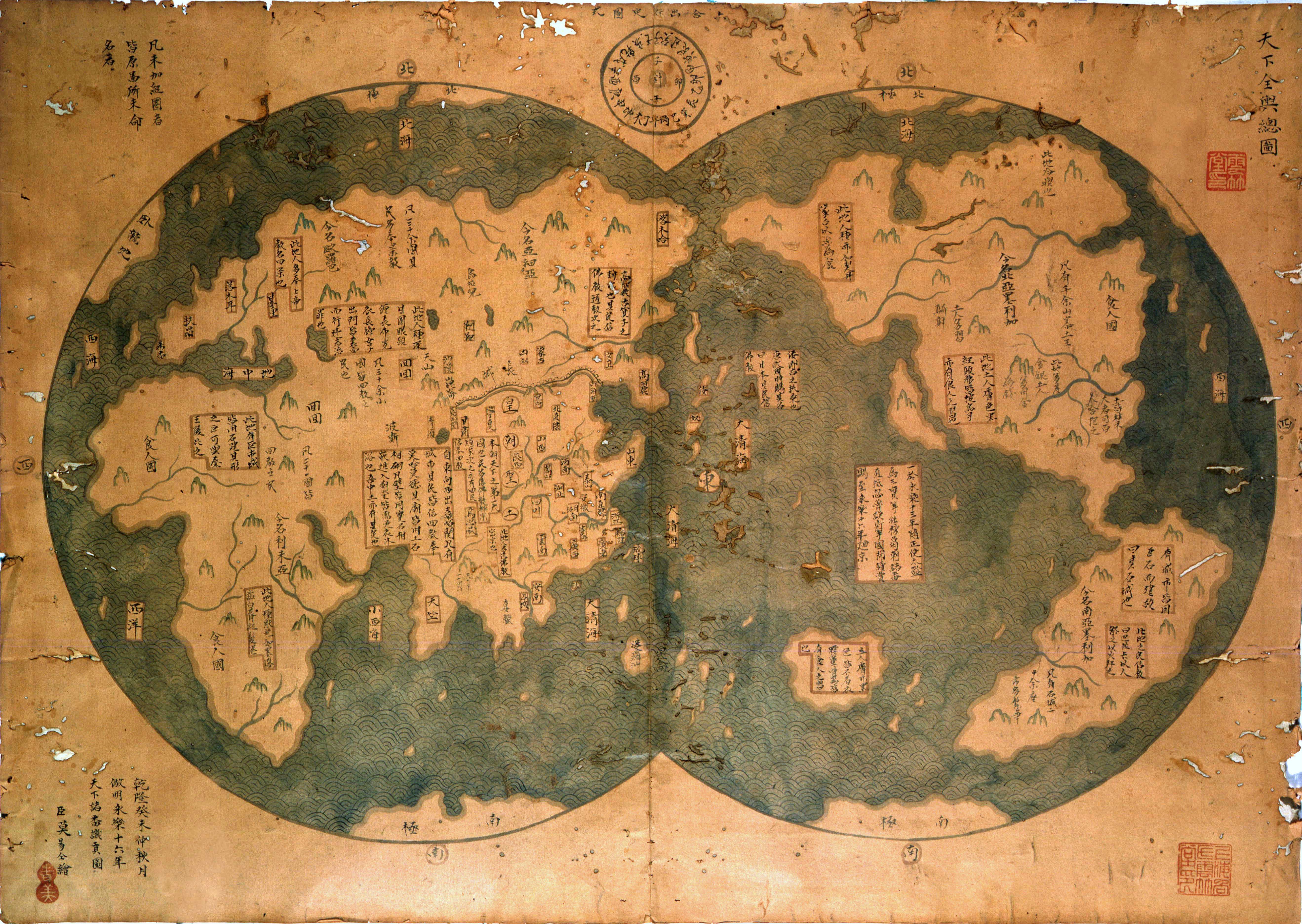
Mapa anomenat de Liu Gang, tal com es presenta el 1763 la reproducció d'un mapa de 1418. Probablement, una falsificació o una còpia d'un mapa europeu del

Sembla que Zheng He no va visitar Aràbia, ja que com a musulmà, hauria quedat recollit en les cròniques. És probable que, per motius de salut, es quedés a Calicut acompanyat de Ma Huan. Sí que sembla clar que va morir durant el viatge de tornada a la Xina i el seu cos fou llançat al mar, ja que això és el que assegura la seva família i, a més, en aquestes dates es va celebrar un funeral de cos absent a Semarang. No obstant això, les seves sabates i un bri dels seus cabells foren portats a Nanquín per ser enterrats en una cova budista. A Nanquín (turó de Niushou) es va erigir una làpida funerària musulmana, però no s'ha trobat dins d'ella cap resta humana o objecte. La tomba va ser restaurada el 1985.

## Hipòtesi de la circumnavegació xinesa
El 2002 en una teoria, l'expert anglès Gavin Menzies, argumentava que una part de la flota havia doblat el sud del continent africà per travessar l'Atlàntic fins a les Antilles, per una altra banda hauria creuat l'Estret de Magallanes per explorar la costa oest dels Estats Units i, finalment, una tercera part hauria navegat en les aigües fredes de l'Antàrtida. Les costes d'Austràlia fins i tot van ser visitades en aquests viatges d'exploració.